# Timothy Greenfield-Sanders
Timothy Greenfield-Sanders (* 16. února 1952) je americký portrétní fotograf a režisér dokumentárních filmů.

## Život a dílo
Narodil se na Floridě, jeho matkou byla klavíristka a pedagožka Ruth W. Greenfield. Studoval historii umění na Kolumbijské univerzitě a následně film na Americkém filmovém institutu. V roce 1998 natočil film Lou Reed: Rock and Roll Heart, což je portrét hudebníka Lou Reeda. Snímek byl oceněn cenou Grammy. Dále natočil například filmy About Face: Supermodels Then and Now (2012) a The Out List (2013). Jeho fotografie byly vystavovány například v Muzeu moderního umění nebo Whitney Museum of American Art.

## Portréty

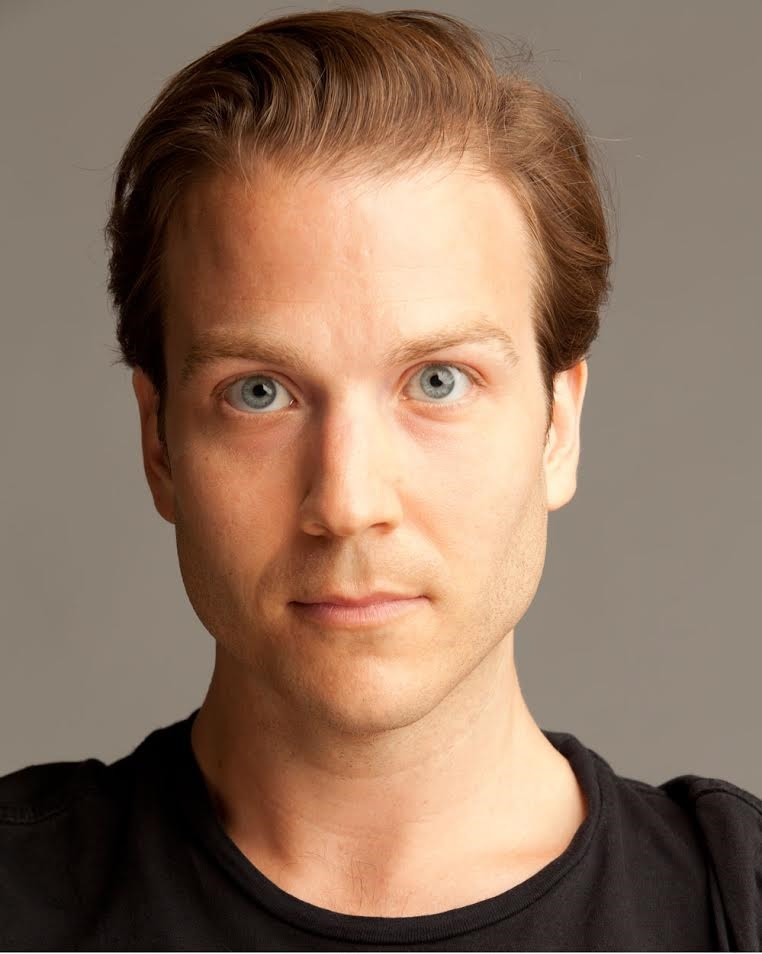
Ian Spencer Bell
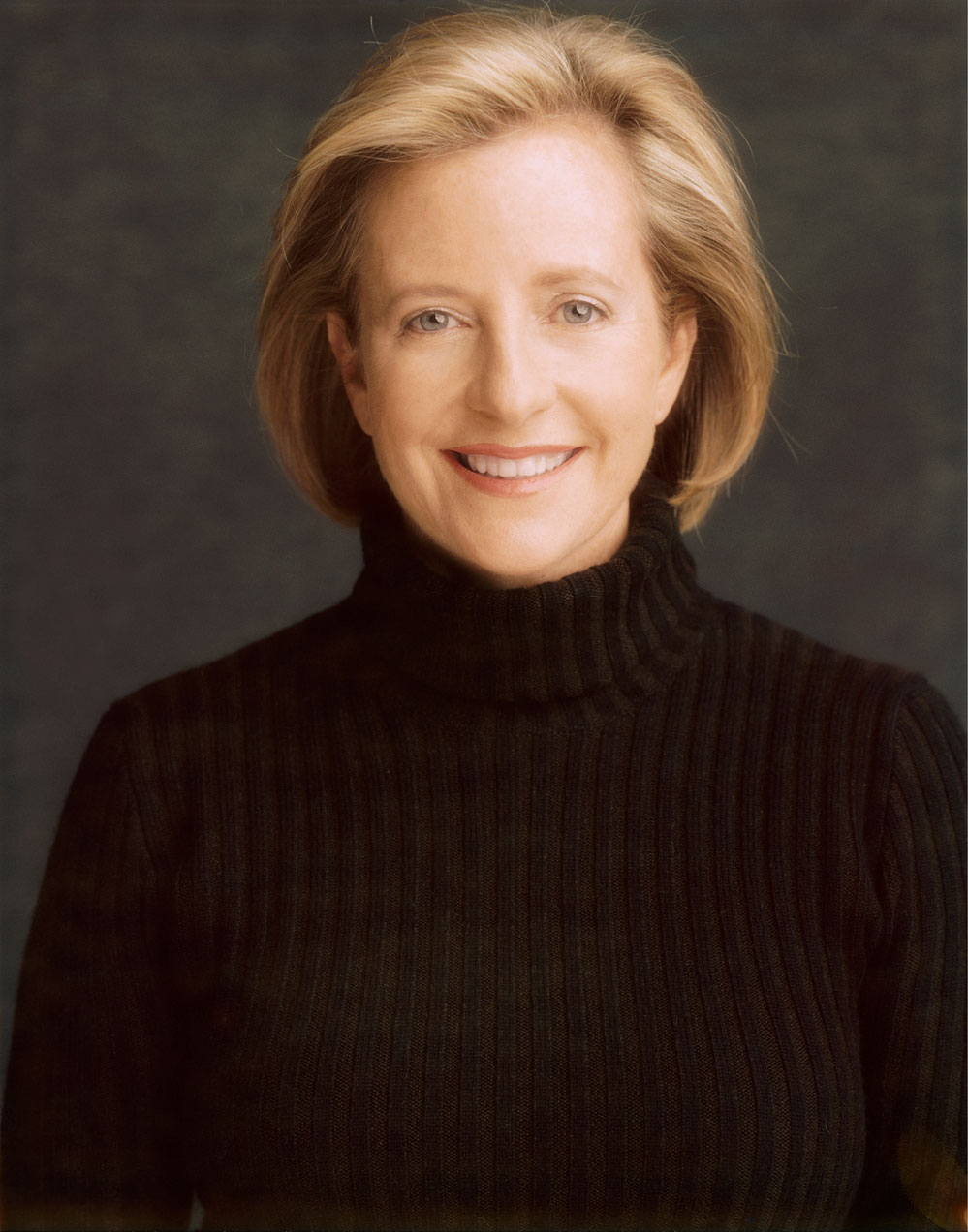
Patricia Cisneros